# 154902 Davidtoth
154902 Davidtoth è un asteroide della fascia principale. Scoperto nel 2004, presenta un'orbita caratterizzata da un semiasse maggiore pari a 3,1309608 UA e da un'eccentricità di 0,1165151, inclinata di 8,62464° rispetto all'eclittica.